# Colom guatlla de Goldman
Geotrygon goldmani és un colom, per tant un ocell de la família dels colúmbids (Columbidae) que habita la selva humida de muntanya de l'est de Panamà i zona limítrofa del nord-oest de Colòmbia.